# 치치 (대왕판다)

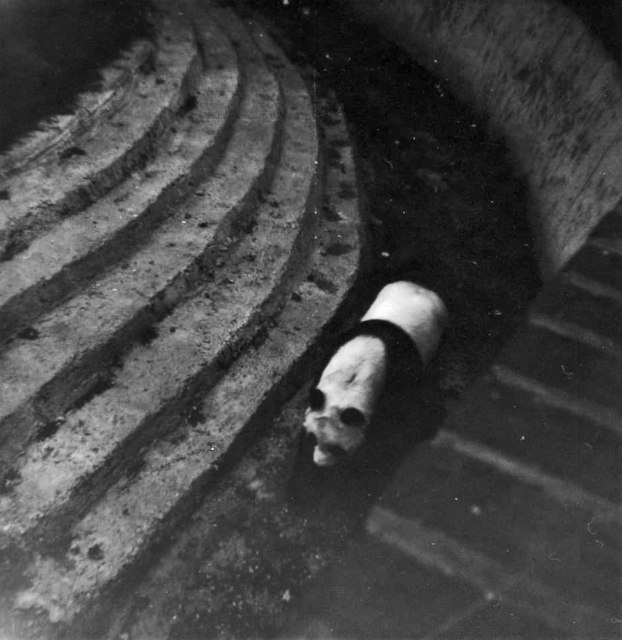
1967년 9월 치치의 모습

치치(Chi Chi)는 영국 런던 동물원의 유명한 대왕판다이다. 치치가 런던 동물원의 첫 번째 대왕 판다는 아니였지만 많은 이들이 관심과 사랑을 받았다.

## 생애
1957년에 중국에서 태어났으며, 1957년 12월 쓰촨성에서 잡혔고, 1958년 1월 베이징의 동물원으로 옮겨졌다. 1958년 5월에 오스트리아인인 동물 브로커인 하이니 뎀머가 치치를 샀고, 모스크바의 동물원으로 그녀를 옮겼다. 1주일 정도 휴식을 취한 후, 베를린 동물원으로 여행을 갔다. 그리고 나서 치치는 미국에게 팔렸으나 미국 정부는 정치적인 이유로 인하여 중국과 외교를 끊은 상태여서 미국으로의 입국이 거절당했다. 어쩔 수 없이 그녀는 잠시 동안 프랑크푸르트 동물원에서 시간을 보냈다. 그리고 코펜하겐 동물원을 거치고 나서, 1958년 11월 5일 런던 동물원에 도착했다. 런던동물학회는 야생 판다의 밀렵을 금지하였으나, 치치는 이미 수렵당한 상태라서 그녀를 허용했다. 치치가 머물 계획은 3주 동안으로 계획되었으나, £12,000의 값을 치르고 난 뒤 그녀는 그 곳에 계속 머물렀다. 1958년 11월 26일 그녀는 정식으로 런던 동물원의 일부가 되었다.
치치는 피터 스콧의 아이디어로 인하여 세계 자연 기금의 마스코트에 디자인이 되었다.
치치는 1972년 7월 22일 죽었고, 국가적으로 그녀를 애도했고 그녀를 검시하였다. 그녀의 잔해는 런던 자연사 박물관에 보관되고 있다.

## 같이 보기
- 판다 외교